# Całą sobą
Całą sobą – singel zespołu Łzy z albumu The Best of 1996–2006. Na singlu znalazł się także cover utworu „Imagine” z repertuaru Johna Lennona. Oba nagrania ukazały się tylko na złotej edycji krążka The Best.

## Lista utworów
1. „Całą sobą”
2. „Imagine”